# Церква Зіслання Святого Духа (Потелич)
Церква Зіслання Святого Духа — дерев'яна церква у селі Потелич, споруджена 1502 року. Найстаріша дерев'яна церква Львівщини та тридільна в Україні. Видатна пам'ятка архітектури та монументального мистецтва галицької школи. 21 червня 2013 року на 37-й сесії Комітету Світової спадщини ЮНЕСКО, Церква Святого Духа, разом з іншими дерев'яними церквами карпатського регіону, була включена у список світової спадщини ЮНЕСКО.

## Історія
Церква була збудована 1502 року гончарями (чи коштом гончарного цеху) с. Потелич на місці церкви Бориса і Гліба, яку спалили татари. За переказами, Богдан Хмельницький побував на богослужінні у цій церкві, коли чекав з розвідки вістуна Буняка.
Церква тризрубна, двоверха будівля має розмір 18,3×7,0 м. У XVII столітті у церкві було встановлено новий двоярусний іконостас. Розписи церкви було зроблено в 1620—1640 роки. Ікона «Деісус» була виконана відомим іконописцем Іваном Рутковичем у 1683 році. У 1718 році пройшла реставрація церкви під орудою майстра Казимира Домініковича. У 1736 і 1753 роках той же майстер провів наступні реставрації, в ході яких було замінено підвалини й перекриття над вівтарем, відремонтовано піддашшя, а також західні та південні двері.
Реставраційні роботи проводилися також у 1831, 1903 та 1923 роках, під час яких усі гонтові дахи й обшиття стін замінили бляхою. Під час реставрації 1970—1972 років було відновлено первісний вигляд церкви та відновлено стінопис.
Поряд з церквою знаходиться дерев'яна квадратова в плані двоярусна 20-метрова вежа-дзвіниця розміром 4,4×4,4 м, збудована у той самий час, що і церква. Дзвіницю ремонтував майстер Казимир Домінікович у 1736 році, остання реставрація проходила 1970 року.

## Галерея

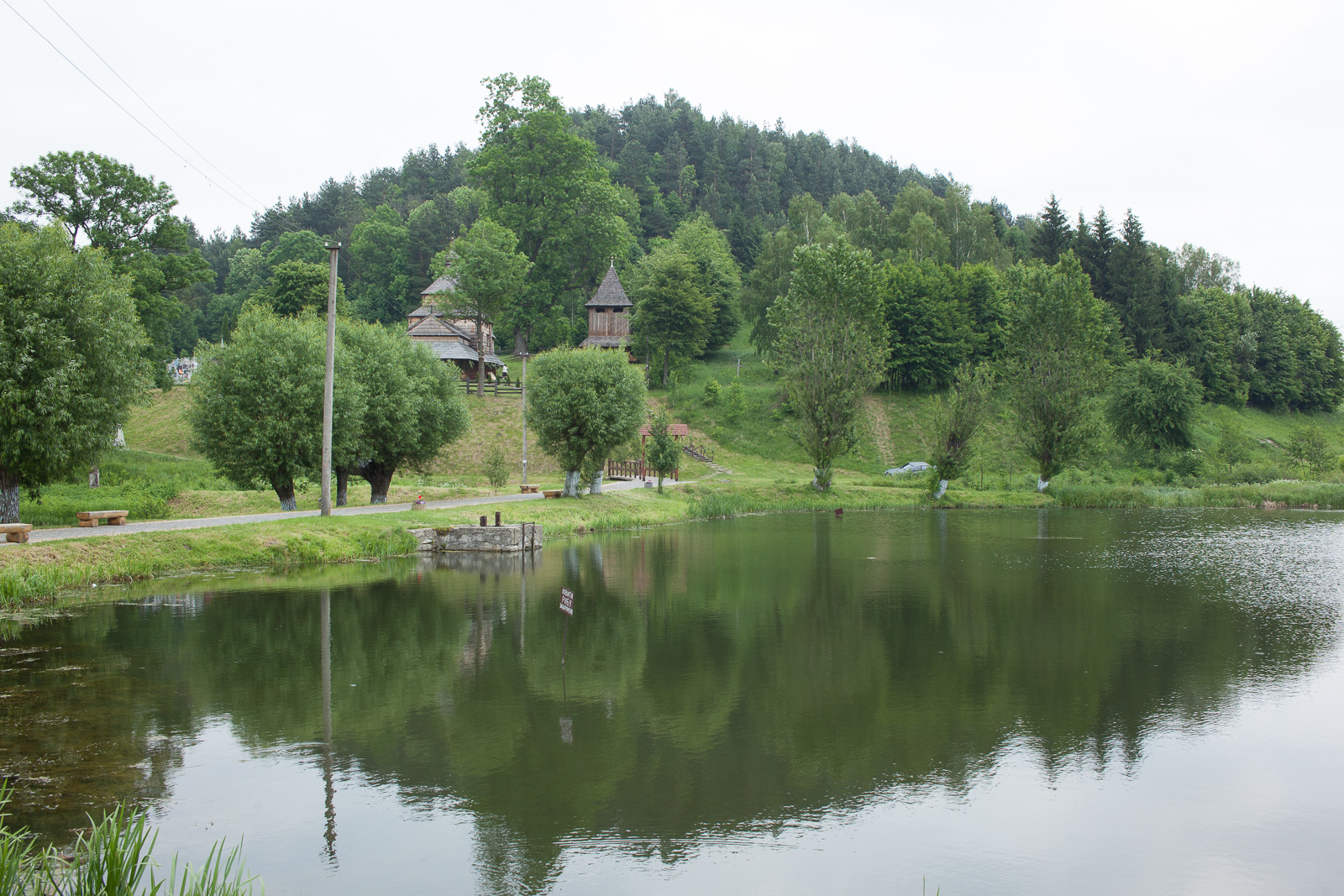
Вигляд на церкву зі сторони озера
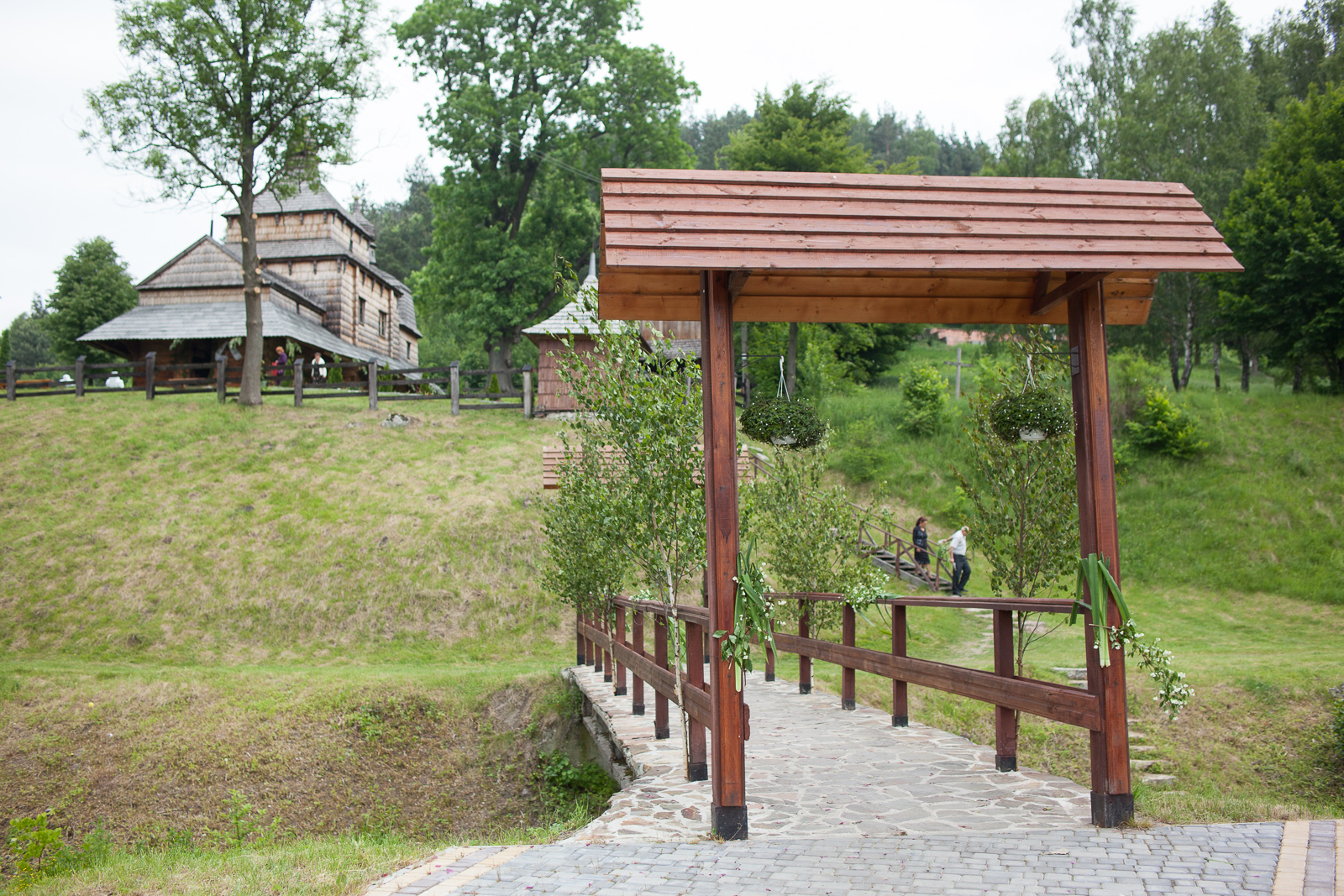
Вхід на територію
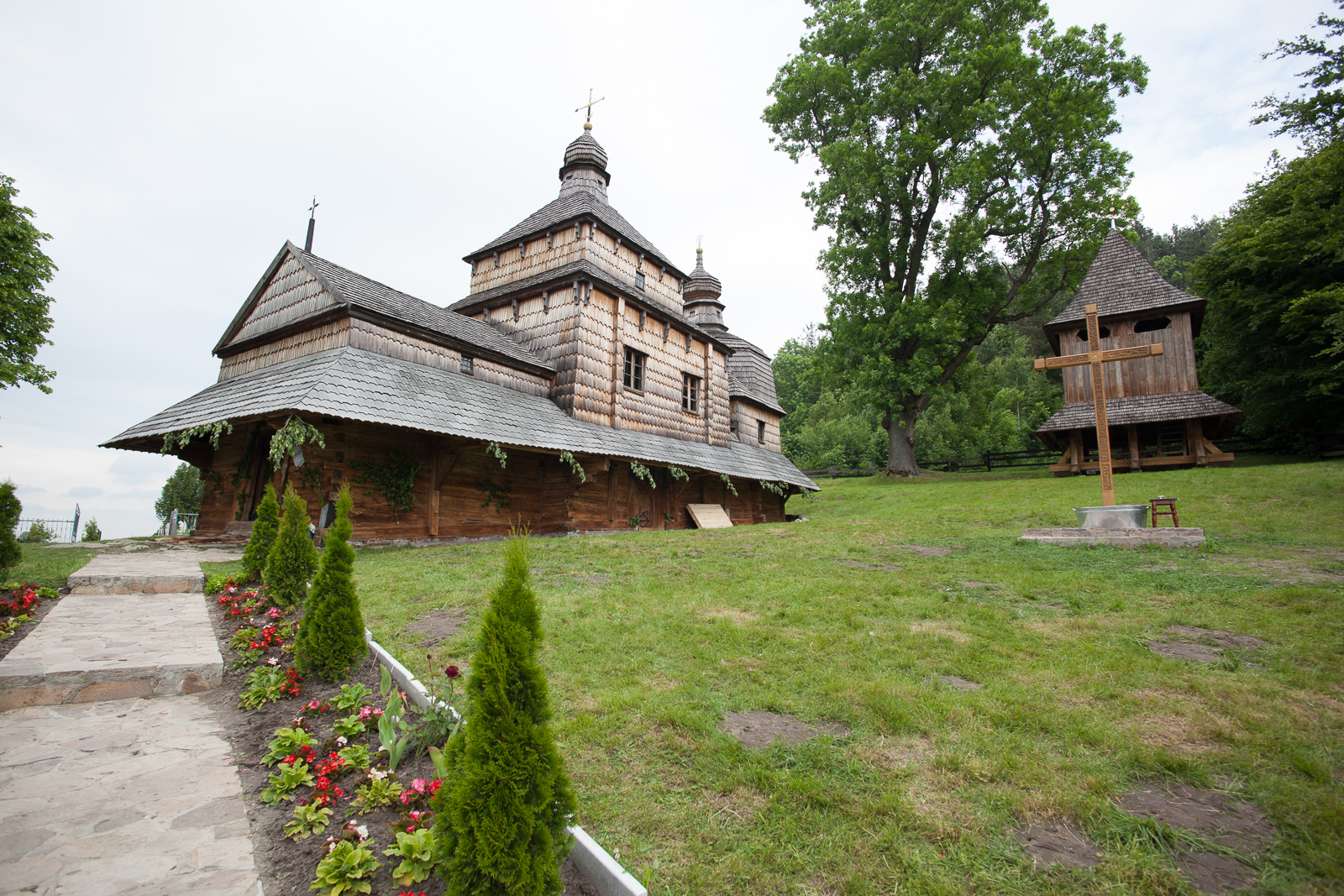
Панорамний вигляд
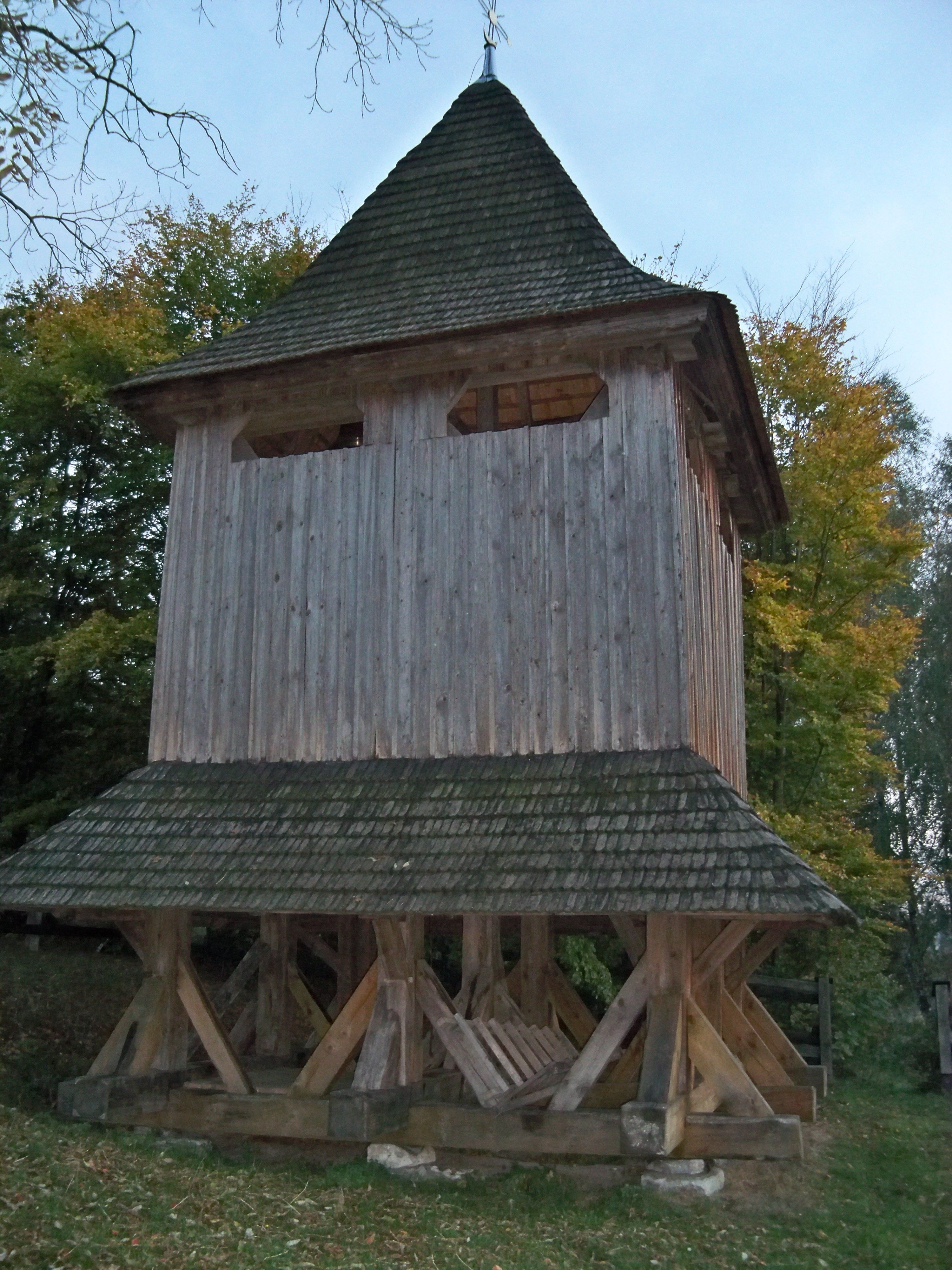
Дзвіниця
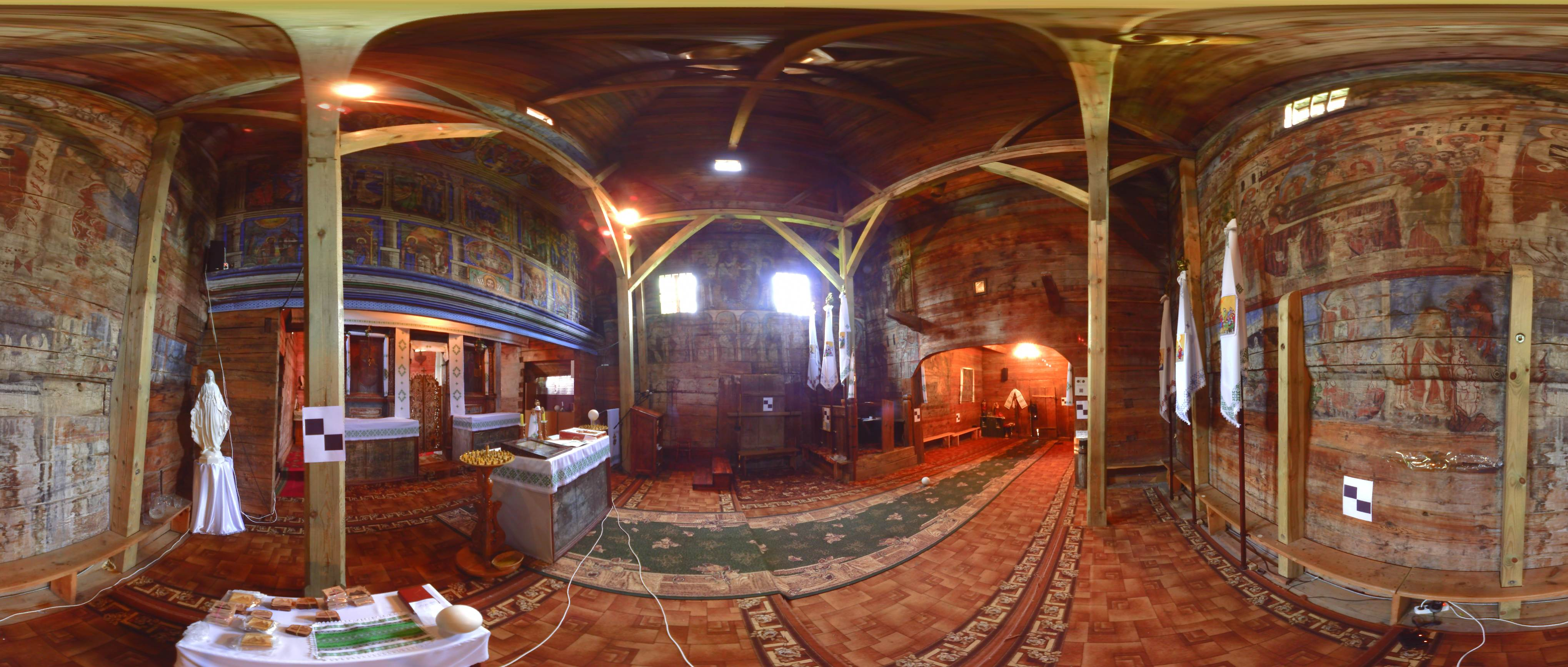
Інтер'єр церкви
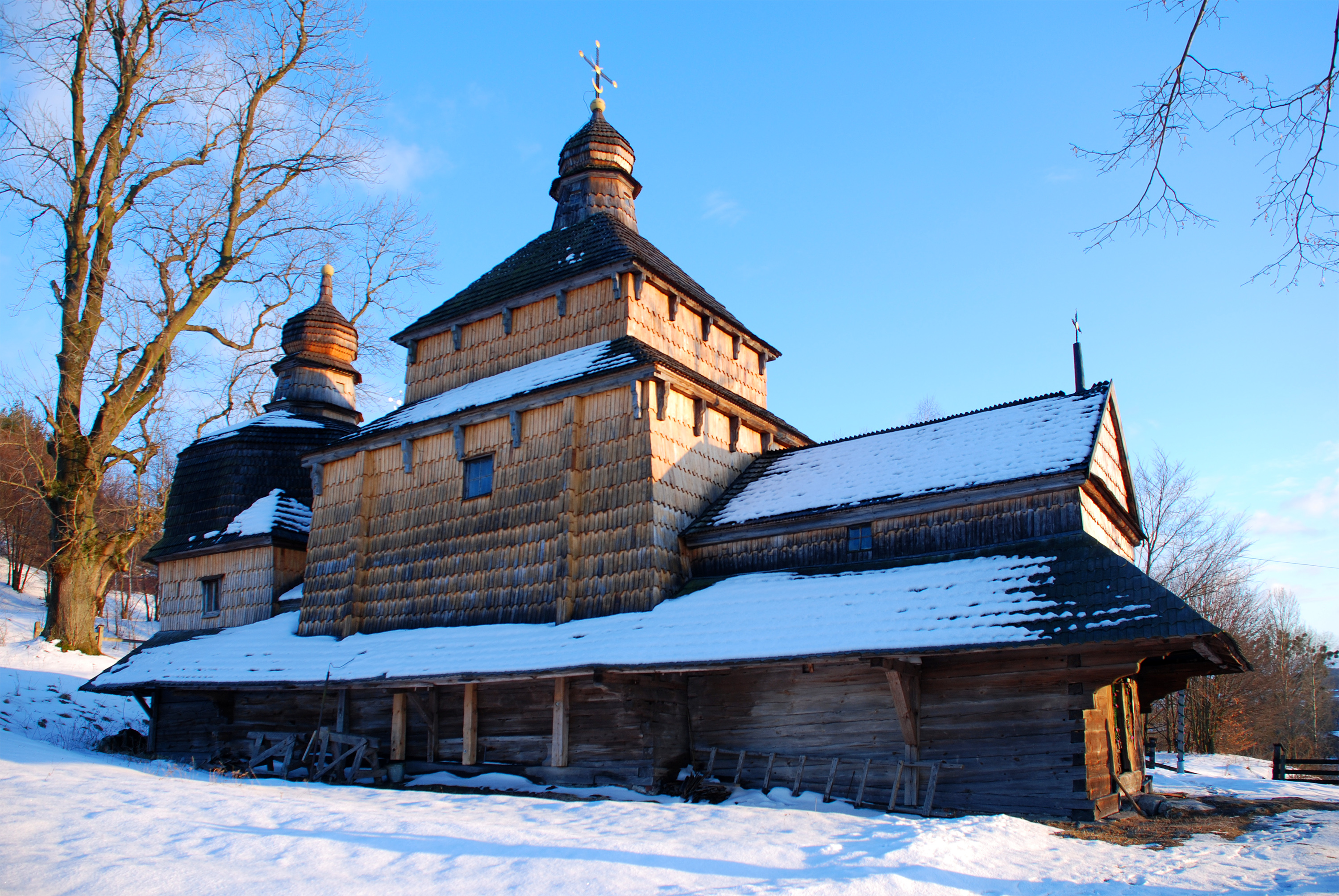
Церква взимку
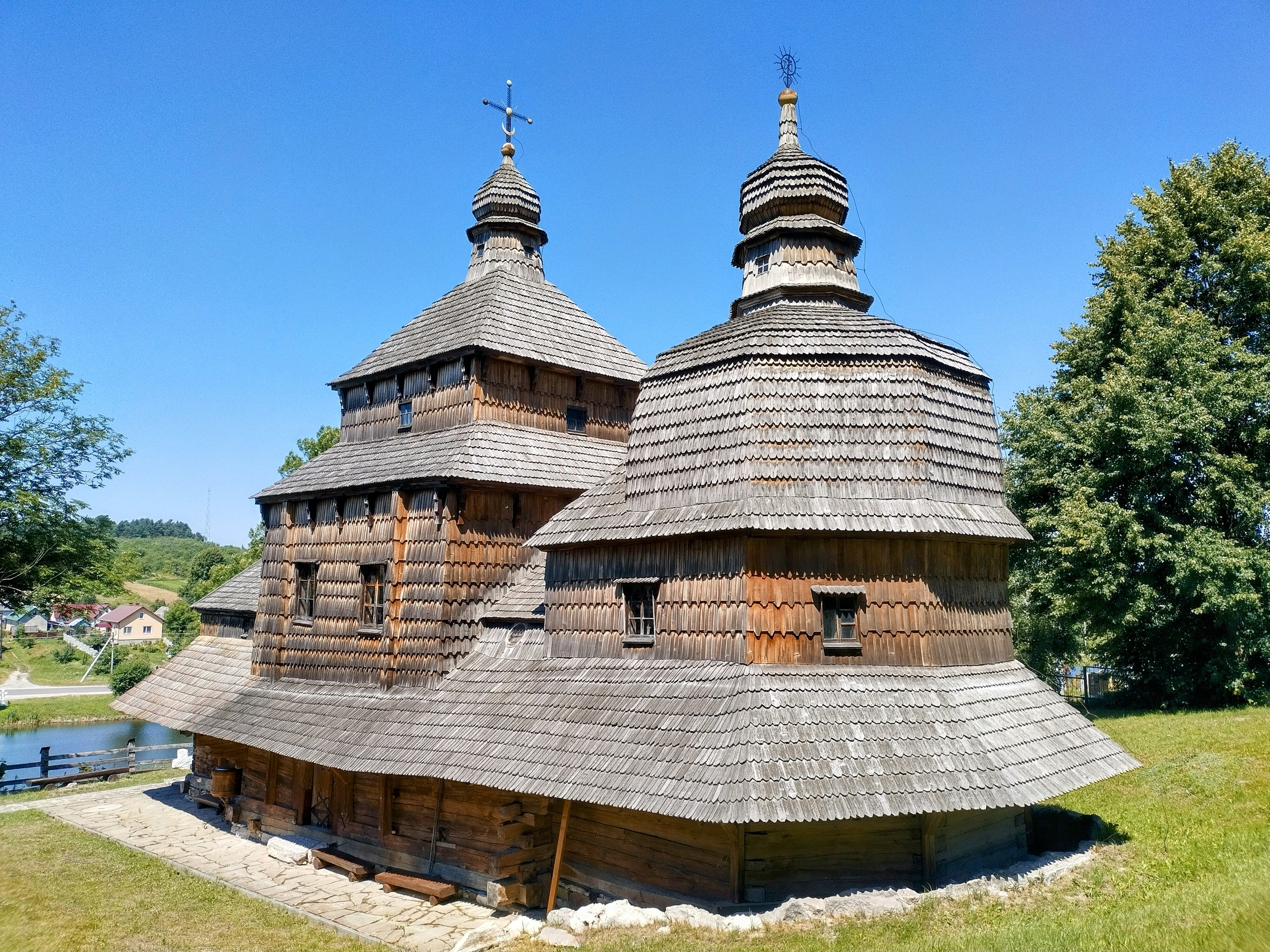
Зворотня сторона церкви